# سيبولغا
سيبولغا (بالإنجليزية: Sibolga)‏ هي مدينة تقع في إندونيسيا في سومطرة الشمالية. يقدر عدد سكانها بـ 84,444 نسمة ومساحتها 10.77 كم2 .

## المناخ
يظهر الجدول التالي التغييرات المناخية على مدار السنة لسيبولغا:
| البيانات المناخية لـسيبولغا       | البيانات المناخية لـسيبولغا | البيانات المناخية لـسيبولغا | البيانات المناخية لـسيبولغا | البيانات المناخية لـسيبولغا | البيانات المناخية لـسيبولغا | البيانات المناخية لـسيبولغا | البيانات المناخية لـسيبولغا | البيانات المناخية لـسيبولغا | البيانات المناخية لـسيبولغا | البيانات المناخية لـسيبولغا | البيانات المناخية لـسيبولغا | البيانات المناخية لـسيبولغا | البيانات المناخية لـسيبولغا |
| الشهر                             | يناير                       | فبراير                      | مارس                        | أبريل                       | مايو                        | يونيو                       | يوليو                       | أغسطس                       | سبتمبر                      | أكتوبر                      | نوفمبر                      | ديسمبر                      | المعدل السنوي               |
| --------------------------------- | --------------------------- | --------------------------- | --------------------------- | --------------------------- | --------------------------- | --------------------------- | --------------------------- | --------------------------- | --------------------------- | --------------------------- | --------------------------- | --------------------------- | --------------------------- |
| متوسط درجة الحرارة الكبرى °م (°ف) | 31 (87)                     | 31 (88)                     | 31 (88)                     | 31 (87)                     | 31 (88)                     | 31 (88)                     | 31 (87)                     | 30 (86)                     | 29 (85)                     | 30 (86)                     | 30 (86)                     | 31 (87)                     | 31 (87)                     |
| متوسط درجة الحرارة الصغرى °م (°ف) | 23 (74)                     | 23 (74)                     | 23 (74)                     | 24 (75)                     | 24 (75)                     | 23 (74)                     | 23 (73)                     | 23 (73)                     | 23 (73)                     | 23 (73)                     | 23 (74)                     | 23 (73)                     | 23 (74)                     |
| الهطول مم (إنش)                   | 300 (11.8)                  | 280 (11.0)                  | 390 (15.4)                  | 420 (16.5)                  | 310 (12.2)                  | 230 (9.1)                   | 280 (11.0)                  | 350 (13.8)                  | 370 (14.6)                  | 490 (19.3)                  | 450 (17.7)                  | 420 (16.5)                  | 4٬290 (168.9)               |
| المصدر: Weatherbase               |                             |                             |                             |                             |                             |                             |                             |                             |                             |                             |                             |                             |                             |